# Burg Rüthen
Die Burg Rüthen (lat. Castrum Rüden) (teilweise auch Rüdenburg genannt) in Rüthen ist eine abgegangene Landesburg der Erzbischöfe von Köln. Von der einstigen Spornburg ist heute kaum noch etwas vorhanden.

## Geschichte
Die Stadt Rüthen wurde im Jahr 1200 von Erzbischof Adolf I. an einer strategisch wichtigen Stelle gegründet. Sie sollte den westfälischen Besitz der Kölner Erzbischöfe gegenüber den Bischöfen von Paderborn und den Edelherren von Büren sichern. Der Ort liegt auf einem Bergsporn über dem Tal der Möhne.
Zusätzlich zur Befestigung der Stadt ließen die Erzbischöfe eine Burg erbauen. Die Grafen von Arnsberg, die in der Gegend auch Rechte hatten, waren dort bereits so stark in die Defensive geraten, dass sie dies nicht verhindern konnten.
Die Burg wurde erstmals als Castrum Rüden um 1220 urkundlich erwähnt. Fertiggestellt wurde die Burg um 1226. Die Burg lag zum Schutz der Stadt westlich etwa 150 m von ihr entfernt direkt über einem Bergvorsprung. Von der Stadt war sie durch Wälle und Gräben getrennt. Die Hauptburg selbst bestand aus Stein. Innerhalb der Burg befand sich ein Bergfried. Ein Palas wurde in der Endphase des Burgbaus errichtet. Die Wasserversorgung stellte ein eigener Brunnen sicher. Nachweisbar ist auch eine Burgkapelle. Sie war dem heiligen Georg geweiht und verfügte über einen eigenen Kaplan. Wahrscheinlich direkt an der Burgmauer befanden sich die Häuser der Burgmannen.
Die Burg war nach ihrem Bau als Sitz des Marschalls von Westfalen ein administrativer Mittelpunkt des kölnischen Besitzes in Westfalen. Die Burg war mit bis zu 15 Burgmännern und ihren Untergebenen besetzt. Indem man die Adelsgeschlechter rund um Rüthen zu Burgdienst verpflichtete und ihnen Burglehen gab, wurden sie in die kölnische Politik in Westfalen eingebunden. Auch nach dem Niedergang der Burg blieben die Burglehen bestehen und wurden gegebenenfalls erneut verliehen. Zu den bekannten Geschlechtern mit einem oder mehreren Lehen gehörten die von der Borg, Grafschaft, Holthausen, Hüsten, Meschede oder Rüdenberg.
Nach dem Kauf der Grafschaft Arnsberg 1368 verlagerte sich der Verwaltungsmittelpunkt von Rüthen nach Arnsberg. Auch die Burg selbst verlor an Bedeutung und wurde aufgegeben. In der Folge verfiel die Anlage. Ein Brand vernichtete im 17. Jahrhundert auch die Reste. Das Gelände wurde bereits spätestens seit dem 16. Jahrhundert als Weideland genutzt. Später nutzte die örtliche Schützenbruderschaft die Reste des Bergfrieds als Schießstand. Seit 1826 besteht dort der Friedhof der Stadt Rüthen. Dort wurde 1880 als Eingang das ehemalige Kirchenportal der Kapuzinerkirche aufgerichtet. Die Grundmauern des Bergfriedes wurden inzwischen freigelegt.